# Устинкова Гребля
Устинкова Гре́бля —  село в Україні, у Баришівській селищній громаді Броварського району Київської області. Населення становить 23 особи.
Село виникло не раніше кінця 19 століття, адже відомості про нього відсутні у Списку населених пунктів 1859 року, не позначене поселення і на 3-версних картах 1868-69 років. У 1-й третині 20 ст. існувало під паралельною назвою «Натягайлівка».
Була приписана до Покровської церкви у Борщіві
1910 року - хутір Устенкова Гребля (Натягайлівка) Скопецької волості Переяславського повіту Полтавської губернії, 21 господарство, 119 мешканців разом з найманими робітниками.
1926 року хутір мав 33 двори та 173 мешканці.
Село складається із 3 вулиць (основна, яка є частиною автошляху Т-1025) та 2 невеличких бічних (одна у північній, інша у південній частині поселення). У селі 30 садиб. Будь-які об'єкти інфраструктури (магазин, пошта, школа, ФАП, клуб) відсутні. Село знаходиться за 1,3 км від траси Київ-Харків та за 6 км від центру громади. Має регулярне автобусне сполучення із Баришівкою та Києвом (автобуси Баришівка-Поділля та Київ-Поділля).

## Населення
У 1911 році на хуторі жило 295 людей (145 чоловічої и 150 жіночої статі)
Згідно з переписом УРСР 1989 року чисельність наявного населення села становила 49 осіб, з яких 21 чоловік та 28 жінок.
За переписом населення України 2001 року в селі мешкало 29 осіб. 100 % населення вказало своєю рідною мовою українську мову.